# Mehmed Saíd Bajá
Mehmed Saíd Bajá (en turco otomano: محمد سعيد پاشا‎; 1830-1914), también conocido como Küçük Saíd Bajá («Saíd Bajá el Joven»), Şapur Çelebi y en su juventud como Mabeyn Başkatibi Saíd Bey, fue un monárquico otomano, senador, estadista y editor del diario turco Jerid-i-Havadis. Apoyó al Comité de Unión y Progreso (CUP), el partido político que alcanzó el poder tras el golpe de Estado de 1913.
Devino primer secretario del sultán Abdul Hamid II poco después de la ascensión al trono de este y se afirma que contribuyó al plan del soberano de concentrar el poder en sus manos; luego fue ministro del Interior, posteriormente gobernador de Bursa y fue nombrado el cargo de gran visir en 1879. Repitió siete veces más en el cargo durante el reinado de Abdul Hamid II y una vez más en el de su sucesor, Mehmed V. Era conocido por su oposición a la extensión de la influencia extranjera en el Imperio otomano.
Se refugió en la embajada británica de Constantinopla en 1896, y, luego la abandonó cuando se le garantizó su libertad personal y seguridad, pero quedó prácticamente prisionero en su casa. Volvió a descollar en la política nacional durante la revolución de 1908. El 22 de julio sucedió a Mehmed Ferid Bajá en el cargo de gran visir, pero el 6 agosto le sustituyó el más liberal Kamil Bajá, por insistencia de los Jóvenes Turcos. Ese mismo año, compró la famosa arcada de Estambul en el distrito de Beyoğlu, que luego, en la década de 1940, recibió el nombre de Çiçek Pasajı («Pasaje de la Flor»); en tiempos de Mehmed Saíd se la conocía como Sait Paşun Pasajı («Pasaje de Saíd Bajá»).
Fue nombrado nuevamente presidente del Gobierno durante la crisis con Italia de 1911-12. Los «oficiales salvadores», que respaldaban al Partido de la Libertad y el Acuerdo (la Unión Liberal) frente al Comité de Unión y Progreso, le privaron del poder y lo sustituyeron por un gabinete sostenido por ellos y por su partido preferido. Sin embargo, el CUP volvió al poder al año siguiente con el golpe de Estado de 1913.